# Egynyári tisztesfű
A egynyári tisztesfű vagy tarlóvirág (Stachys annua) az ajakosvirágúak rendjébe és az árvacsalánfélék családjába tartozó növényfaj.

## Elterjedése, élőhelye
Legelőkön, búzatarlókon fordul elő nagy mennyiségben, kellemes illatú egyéves növény. Egész nyáron virágzik.

## Megjelenése, jellemzői
Szára 20-40 centiméter magas, bokrosan elágazó. Levelei átellenesek, 2-4 centiméter hosszúak, lándzsásak, fűrészes szélűek. Virágai füzérben csoportosulnak, pártájuk halványsárga.

## Hatóanyagai
Drogja (Sideritidis herba) glikozidot, cseranyagot, keserű anyagot, nyálkát, kolint, betaint, illóolajat tartalmaz.

## Gyógyhatásai
Légzőszervi megbetegedésekre használják teáját, népi gyógyászatban epilepszia és hűlés ellen is használták.

## Gyűjtése
A növény föld feletti részeit gyűjtik virágzáskor.